# Uba (góry)
Uba (kaz.: Уба жотасы, Uba żotasy; ros.: Убинский хребет, Ubinskij chriebiet) – pasmo górskie w zachodniej części Ałtaju, w północno-wschodnim Kazachstanie. Rozciąga się na długości ok. 120 km, najwyższy szczyt osiąga 1962 m n.p.m. Część zachodnia wznosi się na wysokość 600–700 m n.p.m., natomiast część wschodnia 1500–1800 m n.p.m. Pasmo zbudowane z łupków krystalicznych, wapieni i granitów. Na zachodzie występuje roślinność stepowa na czarnoziemach. W części wschodniej przeważa tajga świerkowo-jodłowa, ustępująca miejscami lasom osikowo-brzozowym.